# Mouvement Chollima

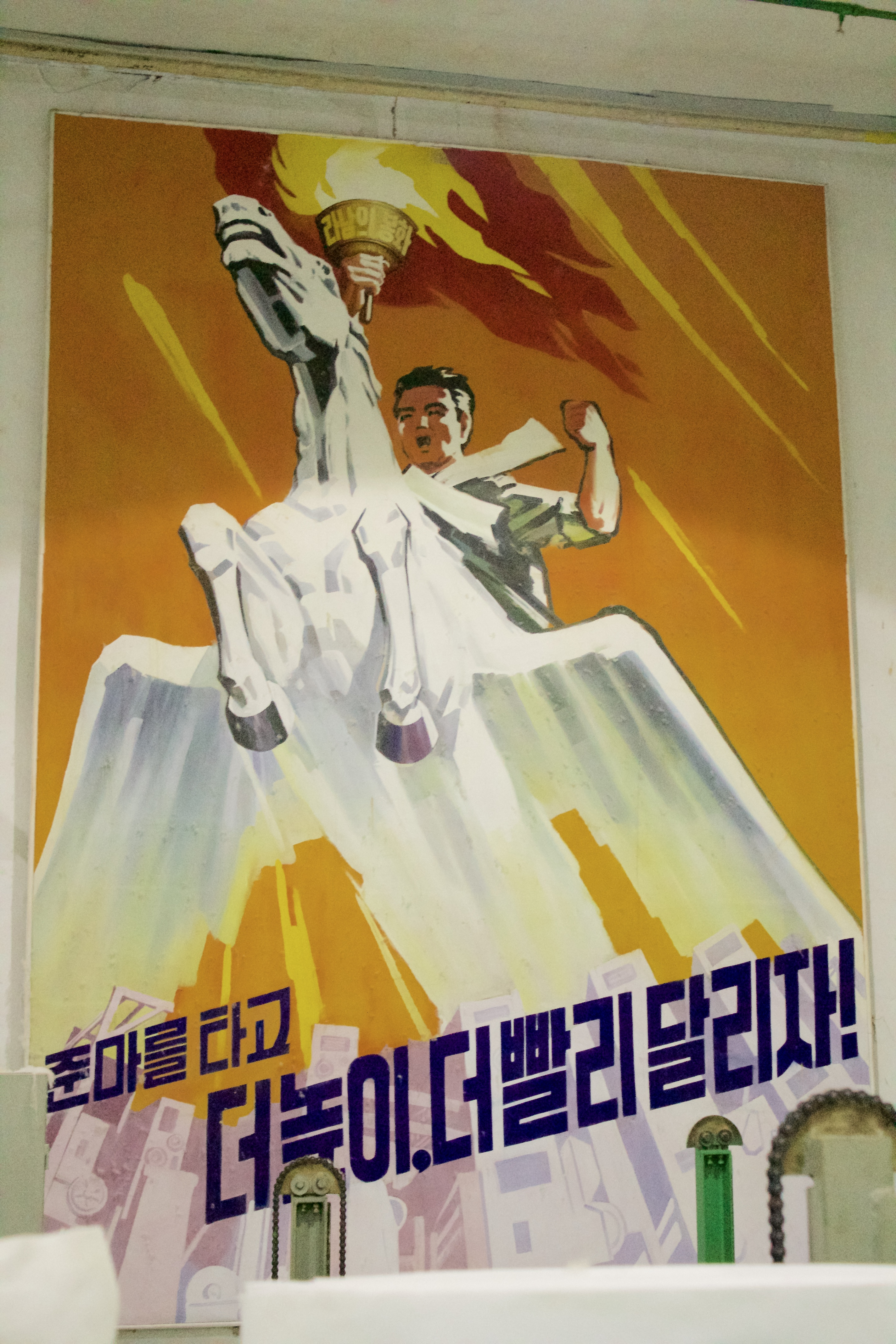

Le mouvement Chollima (hangeul : 천리마운동) est une politique stakhanoviste appliquée en Corée du Nord dans le but d'accélérer le développement économique du pays. Lancé en 1956 ou 1958, le mouvement met l'accent sur des incitations idéologiques visant à encourager les citoyens à travailler plus dur et sur les conseils personnels de Kim Il-sung plutôt que sur des modes rationnels de gestion économique.
Le mouvement Chollima original est appliqué de 1958 à 1961 durant le plan quinquennal. Un second a lieu de 1998 à 2004, tandis qu'un troisième est lancé en 2009 et est toujours d'actualité aujourd'hui en Corée du Nord.
Son équivalent en Corée du Sud est le mouvement Saemaul.

## Origines
Le terme « Chollima » est originaire du nom du cheval ailé de la mythologie chinoise. Le mot peut-être traduit par « cheval de 1000 lieues » en référence à sa capacité d'avancer de 1 000 li (400 km) par jour. La légende dit également dit qu'il ne pouvait être monté par aucun cavalier car trop rapide. Il est connu pour accomplir les tâches les plus difficiles et conduire les héros à la victoire. Cette image de Chollima est utilisée par Kim Il-sung pour encourager les travailleurs de Corée du Nord à sortir le pays des décombres de la guerre de Corée et à construire rapidement un pays prospère avec un meilleur niveau de vie.
Kim Il-sung introduit pour la première fois le terme « Chollima » en décembre 1956, peu avant le début du plan quinquennal de 1957-61. Au cours de cette période de cinq ans, la Corée du Nord s'efforce d'achever la transformation socialiste de son industrie. Elle travaille à complètement nationaliser l'industrie et l'agriculture et devenir suffisamment autosuffisante pour produire de la nourriture, des vêtements et des logements pour tous ses citoyens. Kim Il-sung lance le mouvement Chollima pour motiver les travailleurs à accroître leur productivité pour le bien de la nation et ainsi atteindre les résultats visés par le plan quinquennal. Au congrès du Parti du travail de Corée de décembre 1956, Kim Il-sung appelle la nation à être plus motivée dans la production économique et déclare : « Produisons plus, développons l'économie et remplissons les quotas du plan quinquennal avant l'échéance » ! En quatre ans, les objectifs du plan quinquennal sont atteints.
Les succès du mouvement Chollima apparaissent dès 1957, alors que Kim Il-sung appelle les travailleurs d'une usine située à Kangsong (près de Pyongyang) qui a une capacité de production de 60 000 tonnes d'acier à produire 10 000 tonnes supplémentaires . L'usine, cependant, réussit à produire 120 000 tonnes, 60 000 de plus que sa capacité. Ce succès est crédité par l'effet du mouvement Chollima. Le terme de « Cavaliers de Chollima » est donné aux travailleurs ayant réussi à dépasser leurs objectifs de production. Ce titre encourage ainsi les gens à travailler plus dur. La Corée du Nord lance même le slogan « Ne buvons pas de soupe » pour que les travailleurs aient moins souvent besoin d'utiliser les toilettes.
Le slogan de « Avançons grâce à l'esprit de Chollima » est adopté pour motiver les travailleurs, de sorte que des succès sont signalés dans de nombreux domaines de l'activité économique. La Corée du Nord connait alors une croissance industrielle annuelle de 36,6% au cours du plan quinquennal.
En 1959, le « mouvement d'équipes de travail Chollima » est lancé. Il s'agit d'un système de concurrence socialiste mené par des équipes de travailleurs, soutenant le mode de vie communiste et travaillant avec l'idéal socialiste « Un pour tous et tous pour un ». Une équipe reçoit le titre d'« Équipe de travail Chollima » et un objectif de production suffisamment élevé pour se démarquer des autres équipes de travail de l'ensemble du pays et atteindre à terme l'objectif visé dans le cadre d'un système national d'évaluation. Si le titre est attribué, l'équipe et ses membres reçoivent des accessoires honorifiques tels que des bannières, des drapeaux ou des cahiers avec l'image du cheval Chollima. Ce mouvement des équipes de travail est initié par Chin Ung-won qui organise les collègues de son équipe pour atteindre un objectif de production dépassant largement le quota qui leur est fixé. Après le succès de Chin et l'application par le gouvernement national, le mouvement gagne rapidement un soutien massif, avec 178 000 membres moins d'un an et demi après son lancement, et Chin Ung-won devient le travailleur coréen idéal au même titre qu'Alekseï Stakhanov en URSS.

## Effets
Ce mouvement Chollima, cependant, n'a pas réussi à pérenniser son succès. La nation a obtenu des gains rapides en termes de quantité de production mais au prix d'une qualité inférieure. L'économie s'est déformée car les ressources, exploitées jusqu'à leurs limites, ont été déplacées vers les grandes industries tout en négligeant d'autres secteurs nécessaires. La production économique commence ensuite à baisser et, en 1961, la nation est confrontée à un épuisement de sa main-d'œuvre. Au milieu des années 1960, la Corée du Nord cesse de publier des statistiques économiques à l'exception du pourcentage d'augmentation par rapport aux périodes précédentes. L'économie dirigée par Kim Il-sung a sans aucun doute besoin de modifications. Le dirigeant n'a cependant à ses côtés aucun économiste suffisamment compétent, ou assez courageux, pour lui dire que ses plans économiques doivent être changés. La Corée du nord n'a jamais dénoncé le mouvement Chollima, ni reconnu ses échecs. Même Kim Jong-il a continué à faire l'éloge du mouvement dans ses discours jusqu'à sa mort en 2011.
Le mouvement Chollima est toujours soutenu et utilisé par le régime nord-coréen actuel. Le terme « Chollima » et les premières idées du mouvement sont encore aujourd'hui d'actualité en Corée du Nord. Kim Jong-un offre ses « conseils sur place » aux grands établissements industriels, exactement comme Kim Il-sung l'avait fait par le passé. Les travailleurs nord-coréens sont décrits par l'agence centrale de presse nord-coréenne comme étant « remplis de la volonté de construire une nation prospère pour répondre chaleureusement à l'appel « En avant vers la victoire finale ! » [de Kim Jong Un] ».
Dans d'autres secteurs de la société nord-coréenne, le terme de « vitesse de Chollima » est encore utilisé pour décrire l'achèvement rapide des objectifs, se référant à la fois au cheval mythique mais aussi à la croissance économique des années 1950. À la fin des années 1990, la Corée du Nord lance un nouveau mouvement Chollima pour aider à renforcer la nation pendant une période de pénurie massive d'énergie et de sévères famines.

## Usage ultérieur de l'image de Chollima
Le cheval ailé Chollima est devenu une icône culturelle de la Corée du Nord. Plusieurs statues à son effigie ont été érigées dans tout le pays. La statue de Chollima de 46 m de haut située à Pyongyang est sans doute la plus connue. Celle-ci est achevée en 1961 et construite « pour honorer l'héroïsme et l'esprit de combat invincible du peuple coréen comme le légendaire cheval ailé Chollima qui pouvait couvrir un millier de li en un jour. Monté sur le cheval ailé, un travailleur brandit fermement la « Lettre rouge » du comité central du Parti du travail de Corée et une jeune paysanne tient des gerbes de riz ».
Le terme « Chollima » est utilisé en Corée du Nord comme nom de marque pour des camions, des autobus et des tracteurs,. L'une des lignes du métro de Pyongyang est appelée « ligne Chollima », tout comme l'équipe de Corée du Nord de football. Le cheval ailé est également représenté sur les billets du won nord-coréen depuis 1978, ainsi que sur les timbres postaux.